# Slaget vid Frankenberg
Slaget vid Frankenberg ägde rum den 20 november 1646 under det Trettioåriga kriget, på den nordvästra delen av staden Frankenberg i Oberhessen mellan kejserliga och Hessen-Darmstadts trupper å ena sida, och andra sidan en Hessen-Kassel-svensk armé. Slaget slutade med seger för Hessen-Kassel och Sverige.